# Queue de comète (géographie)
Pour l’article homonyme, voir Queue de comète.
Pour un article plus général, voir Cordon littoral.

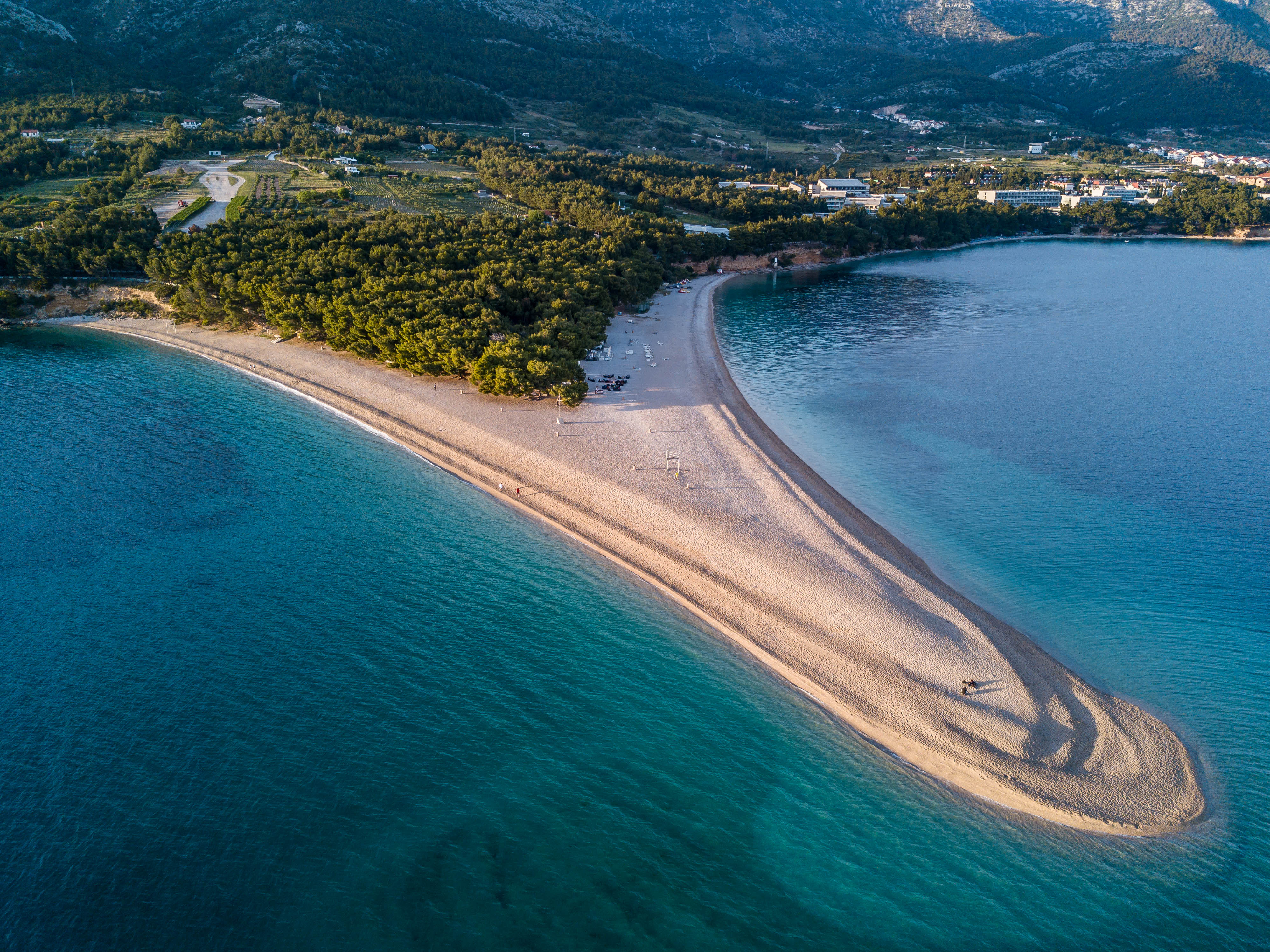
Zlatni Rat en Croatie.

Une queue de comète est un type de flèche littorale (accumulation de sédiments) qui se forme sur la partie d'une île abritée de la houle. Lorsqu'une queue de comète rejoint le continent, elle se transforme alors en tombolo.

## Caractéristiques et dynamique
C'est le Professeur en géographie André Guilcher,,,, qui l’a utilisé pour la première fois pour décrire les processus de construction de l’accumulation de galets de l’île de Béniguet dans l'archipel de Molène (Finistère) au début des années 1950. Il s'est appuyé sur une approche novatrice datant de la fin des années 1930 mettant en relation l'hydrodynamique marine (houle et courants) et la morphologie des formes d'accumulation, ce qui est aujourd'hui communément appelé "approche morphodynamique". André Guilcher a ainsi montré que l’orientation de la forme d'accumulation qui constitue la majeure partie de l'île de Béniguet était directement liée à la direction du fetch maximum et à la résultante des vents les plus forts. Il a également suggéré que les courants de marée n’avaient aucune implication dans le processus de construction et d’évolution de cette forme d’accumulation, et que seule la houle pouvait être responsable de son édification. Quelques années plus tard, l’étude des queues de comète des côtes nord-ouest et ouest de la Bretagne, de l’archipel de Lilia et Landéda, et de la côte Trégoroise ont permis de déterminer les conditions hydrodynamiques essentielles à leur mise en place et de définir leurs caractéristiques morphosédimentaires. Les queues de comète correspondent à des accumulations de sédiments (plutôt grossiers : blocs, galets, ou graviers) qui s’étirent en arrière d’un obstacle naturel (îles, îlots, ou écueils) suivant la direction principale de la houle incidente à l’origine de leur mise en place. En ce sens, ce sont des "formes d'accumulation fuyantes" (c'est-à-dire qu'elles fuient la houle) au même titre que les flèches littorales, à la différence que l'accumulation du matériel sédimentaire se fait à l'abri de l'obstacle. La rencontre de la houle incidente et de l'obstacle favorise la réfraction/diffraction de la houle qui se traduit par le croisement des crêtes de houle à l'arrière de ce dernier ; on parle alors de "houle croisée". D'un point de vue hydrodynamique, ce processus de déformation de la houle s'accompagne d'une très forte déperdition d'énergie favorisant ainsi le dépôt des sédiments à l'arrière de l'obstacle. Lorsqu'une queue de comète rejoint le continent, en ce sens qu'elle vient s'ancrer à la côte, on parle alors d'un tombolo. Ce principe physique est d'ailleurs utilisé en ingénierie côtière pour favoriser l'engraissement sédimentaire des plages. Dans ce cas, l'obstacle est constitué d'un ouvrage généralement en enrochement appelé "brise-lame" que l'on dispose parallèlement à la côte, et à une certaine distance du rivage. Au même titre qu'un obstacle naturel, cet ouvrage intervient dans la déformation de la houle, favorisant ainsi la construction d'un tombolo qui vient s'accoler à la plage. Cette dernière est alors "naturellement" rechargée. 
Les phénomènes de réfraction/diffraction jouent un rôle majeur dans l’orientation des queues de comète. Comme cela a été montré dans l’archipel de Molène ou sur le littoral trégorrois, le sens d’étirement des queues de comètes reflète le plus souvent l'orientation des orthogonales de houle "déformées" par rapport à la côte. Il arrive également que l’orientation des queues de comète puisse changer au cours du temps, illustrant ainsi le changement des conditions hydrodynamiques,. En ce sens, les queues de comète peuvent constituer un excellent indicateur des variations du sens de propagation de la houle et, par là même, des changements des conditions météo-océaniques à l’échelle régionale.
En Bretagne, les queues de comète particulièrement abondantes sont constituées d’éléments détritiques grossiers (métriques à centimétriques), issus du matériel sédimentaire débités par le gel dans la roche en place lors des phases froides quaternaires. D'un point de vue granulométrique, généralement la taille des matériaux qui constitue ces formations décroît en s’éloignant de l'obstacle derrière lequel elle se construit,. Les études réalisées sur le degré d’émoussé de ces matériaux indiquent qu’en dehors des milieux particulièrement ouverts (comme le plateau de Molène où la chaussée de Sein), le il reste le plus souvent assez faible, voire médiocre,. Ce faible degré d'émoussé est expliqué par le fait qu’une fois les matériaux accumulés à « l’ombre » de l’obstacle qui les protège, ils ne sont pratiquement plus mis en mouvement pour que leurs arêtes puissent s'émousser. À l’inverse, en milieu ouvert, les matériaux sont beaucoup plus arrondis car l’action abrasive est très efficace dans ces environnements battus par les vagues. D’un point de vue morphométrique, les queues de comète sont de tailles diverses (de quelques dizaines de mètres à des centaines de mètres) avec toutefois une constante. En effet, le point le plus élevé de l’accumulation est toujours proche (voire contre) l'obstacle et l’altitude décroît dans le sens de la fuite. La forme peut aussi varier en fonction des conditions morphodynamiques. L’exemple le plus caractéristique correspond à de simples queues de comète étroites et très courtes lorsque l’obstacle présente une largeur réduite (écueil ou petit îlot de taille métrique à décamétrique), et que des houles secondaires limitent l’allongement de l'accumulation. À l’inverse, lorsque l'obstacle est beaucoup plus important (île de taille hectométrique), et que les houles incidentes proviennent d'une seule direction, les queues de comète s’étirent beaucoup plus, et peuvent former éventuellement des doubles accumulations s'étirant à partir des deux extrémités de l’île avant de se rejoindre à une certaine distance en arrière de l'obstacle. Dans ces conditions, la partie interne de la queue de comète en creux est occupée par un petit étang que l'on appelle un "loc'h" en Bretagne ou dans les îles anglo-saxonnes. L'archipel de Molène montre de parfaits exemples de ce dispositif morphologique notamment pour les îles de Béniguet, de Trielen, ou de Quéménez,,,,. Enfin, lorsque les points d’appui sont nombreux et entraînent une diffraction complexe des houles, les queues de comète peuvent prendre une forme sinusoïdale.
En Bretagne, l’archipel de Molène situé au large du Finistère comporte de nombreuses queues de comète car il est constitué d’une multitude d’îles, d’îlots et d’écueils propices à la construction de ces formes d'accumulation. En 1959, André Guilcher considérait déjà l’archipel de Molène comme un « laboratoire intéressant pour l’étude de l’adaptation des accumulations littorales à la houle ». Quelques années plus tard, dans une étude géomorphologique de l’archipel de Molène, Bernard Hallégouët écrivait : « on y rencontre un véritable laboratoire […], il serait donc souhaitable que les chercheurs puissent y installer des stations de mesures et d’observation afin de suivre l’évolution du milieu et d’étudier les processus morphodynamiques s’exerçant sur les fonds et les rivages ». Les côtes du nord Finistère et du Trégor (Côtes d'Armor) constituées de larges plateformes littorales à écueils sont aussi des secteurs où l'on trouve de multiples queues de comète,,.

## Exemples
- en France :
  - en Charente-Maritime :
    - le plateau de Cordouan ;
    - le rocher d'Antioche ;
    - l'île Madame ;
    - le fort Énet ;

  - en Vendée :
    - l'île du Pilier ;
    - le rocher du Cobe ;

  - en Bretagne :
    - les Évens ;
    - l'île à Bacchus ;
    - Méaban ;
    - Lédénez Quéménès ;
    - Golhédoc ;
    - Enez Du ;
    - l'île du Bec[21] ;
    - l'île de Sieck ;
    - Carreg Iliao ;
    - Beg Millon ;
    - le Roc'k Kerlaben[22] ;
    - l'île Brug ;
    - Énez Inic ;
    - Min Buas ;

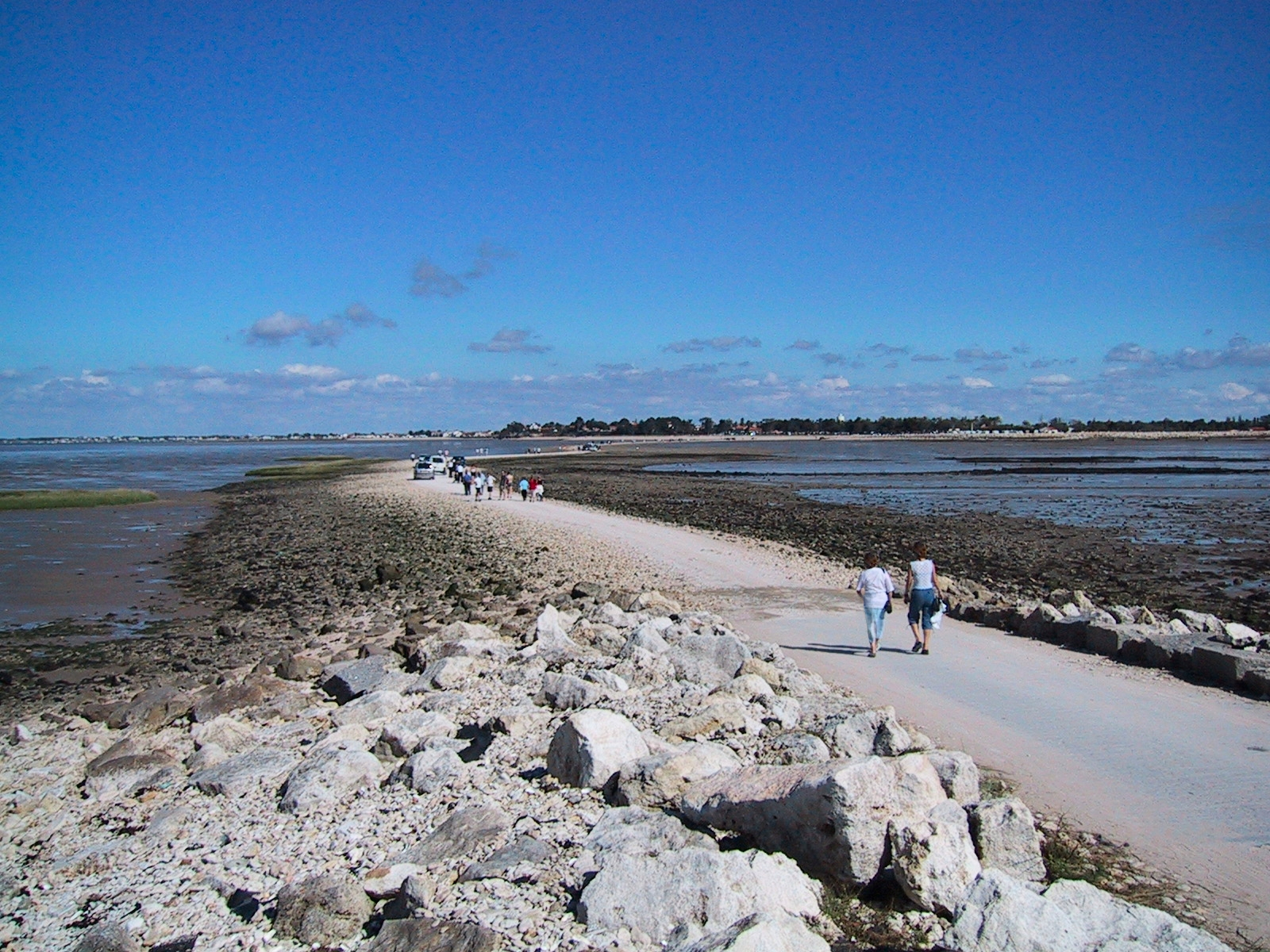
Vue à marée basse de la passe aux Bœufs, la queue de comète de l'île Madame aménagée en chaussée submersible.

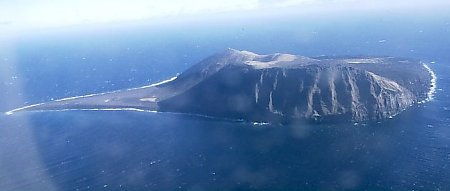
Vue aérienne de Surtsey en Islande depuis l'ouest avec sa queue de comète, Norðurtangi.

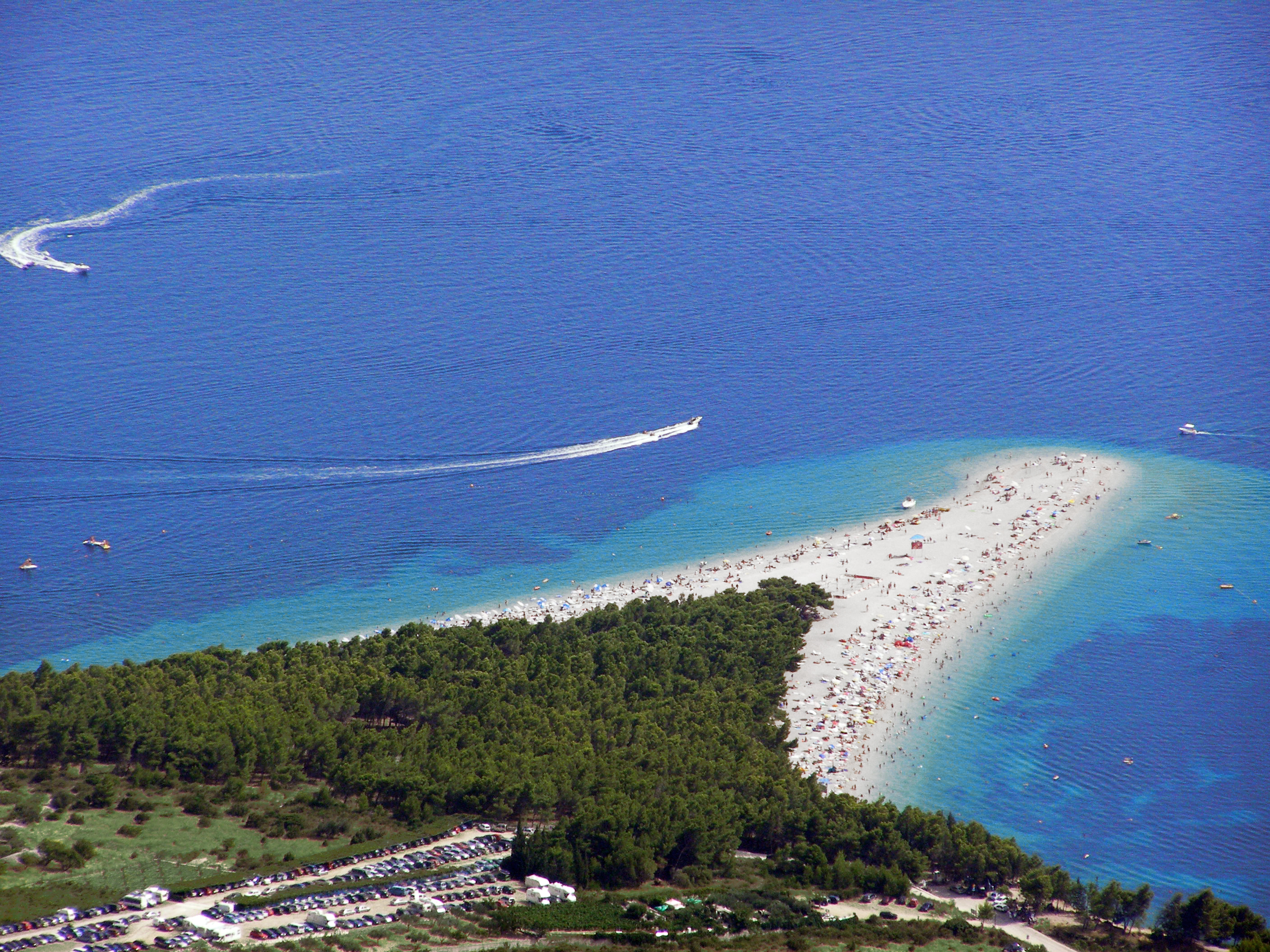
Vue de Zlatni Rat sur l'île croate de Brač depuis le Vidova Gora.

    - les îlots de Trielen (cordon de galets de Ledenez Vraz) et de Lez ar Chrizienn dans l'archipel de Molène[19] ;
    - l'îlot de Roc'h Louet (au sud de l'île Saint-Gildas et au nord de Port-Blanc, commune de Penvénan, département des Côtes-d'Armor[13] ;
    - l'île Bruc, commune de Penvénan[23] ;
- Surtsey en Islande ;
- Zlatni Rat en Croatie.